# Steven Lindsey
Steven Wayne Lindsey (Arcadia, 24 de agosto, 1960) é um astronauta norte-americano. Veterano de cinco missões no espaço, hoje dirige o departamento de astronautas da NASA.

## Carreira militar
Bacharel em ciências pela Academia da Força Aérea dos Estados Unidos e com mestrado em engenharia aeronáutica pelo Instituto de Tecnologia da Força Aérea, Lindsey recebeu a patente de segundo-tenente e designado para serviço na Academia da Força Aérea em Colorado Springs em 1982. Em 1983, após receber suas asas de piloto, ele passou a pilotar caças F-4 Phantom II baseado no Texas, servindo como piloto de combate e piloto-instrutor até 1987. Em 1989, cursou a prestigiosa Escola de Piloto de Teste da Força Aérea dos Estados Unidos, na Base Aérea de Edwards, na Califórnia.
Em 1990, transferido para uma base na Flórida, ele trabalhou em testes de sistemas dos caças F-16 e F-4. Nos anos seguintes, assumiu funções de líder de esquadrão e diretor de programas de testes e avaliação de aeronaves da força aérea, até março de 1995, quando foi selecionado para o programa de candidatos a astronautas da NASA.
Tem mais de 4500 horas de voo em 50 tipos diferentes de aeronaves.

## NASA
Selecionado na turma de 1994, Lindsey tornou-se astronauta qualificado como piloto em 1996, inicialmente designado para atuar nas verificações técnicas do software de voo, no Laboratório de Integração de Voo do Ônibus Espacial.
Em novembro de 1997 foi ao espaço pela primeira vez como piloto da missão STS-87 Columbia, que fez experiências em órbita com o Spacelab. Um ano depois, em outubro de 1998, voltou à órbita na STS-95 Discovery, uma missão de nove dias que levou ao espaço o primeiro astronata espanhol, Pedro Duque, e o senador John Glenn, primeiro americano em órbita da Terra 36 anos antes, para um estudo sobre o comportamento de idosos na microgravidade, entre outros experimentos.
Em 2001, Lindsey teve sua primeira missão como comandante, na STS-104 Atlantis, uma viagem de manutenção na Estação Espacial Internacional e de instalação do módulo ISS Quest, sendo sua primeira viagem à ISS.
Sua penúltima missão foi em julho de 2006, no comando da STS-121 Discovery, que testou novas técnicas de reparo e de segurança do ônibus espacial, após o desastre do vaivém Columbia. Em fevereiro de 2011 cumpriu sua última missão, no comando da STS-133, o último voo da Discovery, uma missão com 13 dias de duração.
Após suas cinco missões, Lindsey acumulou um total de 62 dias passados no espaço.